# 理想
理想（りそう）とは、考えられるうちで最高の状態のこと。プラトンによる哲学思想「イデア」を明治時代に直訳した用語。
また、ある条件を定義し、それにあてはまったものを指して「理想」と呼ぶ場合もある。現実の対義語 (理想⇔現実) であるが、その現実を作る上で、目標となるものである。
実現可能な相対的な理想と、到達不可能な理想に分けられる。後者は、神や最高善などと呼ばれる。例：理想的な人、理想気体の状態方程式。

## 哲学における理想
プラトンは、現実世界は理想的な世界の投影であり、理想（真善美）を求める活動が物事の本質だとした。
現実世界の投影元であり、真善美を示す十全で過不足のない状態の世界をイデアと呼ぶ。